# Georgetown (film)
Georgetown è un film del 2019 diretto da Christoph Waltz, al suo debutto alla regia.
Il film è basato su un'incredibile storia vera: l'omicidio compiuto a Georgetown da Albrecht Gero Muth che uccise nel 2011 l'anziana moglie, una influente donna di Washington DC, Viola Herms Drath. Sebbene i nomi nel film siano modificati (il protagonista interpretato da Christoph Waltz si chiama Ulrich Gero Mott e la moglie interpretata da Vanessa Redgrave si chiama Elsa Brecht), il film scritto da David Auburn, è basato sull'articolo del New York Times Magazine The Worst Marriage in Georgetown di Franklin Foer che racconta la vera storia dell'omicidio di Viola Herms Drath.

## Trama
Un ambizioso arrampicatore sociale, Ulrich Mott, che è anche un millantatore e un truffatore a livello internazionale, diviene il principale sospettato della morte della sua ricca (e molto più anziana) moglie, Elsa Brecht, nella cornice di Georgetown, quartiere  della capitale statunitense, Washington D.C. Prima dei crediti finali, una schermata informa che il vero Albrecht Gero Muth fu condannato a 50 anni di carcere.

## Produzione
Nel maggio 2015 è stato annunciato che Christoph Waltz avrebbe fatto il suo debutto alla regia con The Worst Marriage in Georgetown, in cui interpretava anche il personaggio principale Ulrich Mott. Nel maggio 2017 Vanessa Redgrave è stata ingaggiata per impersonare la ricca socialite che Mott sposa per aumentare il proprio status sociale. Annette Bening si è unita al cast a settembre.

## Distribuzione
È stato presentato in anteprima mondiale al Tribeca Film Festival il 27 aprile 2019. Poco dopo, Variance Films ha acquisito i diritti di distribuzione del film. La sua prima uscita nelle sale è stata in Italia il 16 giugno 2020.

## Accoglienza
Per l'aggregatore di recensioni Rotten Tomatoes, il film ha un punteggio di approvazione del 45% basato su 11 recensioni, con una valutazione media di 5,05/10. Su Metacritic ha un punteggio medio ponderato di 46 su 100, basato su 5 critiche, indicando "recensioni miste o medie".